# Wahlkreis North East Fife (House of Commons)
| North East Fife            |
| -------------------------- |
| North East Fife            |
| Gebildet                   |
| 1983                       |
| Abgeordneter               |
| Wendy Chamberlain (LibDem) |
| Regionen                   |
| Fife                       |

North East Fife ist ein Wahlkreis für das Britische Unterhaus. Er wurde im Zuge der Wahlkreisreform 1983 im Wesentlichen aus dem aufgelösten Wahlkreis East Fife geschaffen. North East Fife deckt die nordöstlichen Gebiete der Council Area Fife mit den Städten St Andrews, Cupar, Newport-on-Tay, Auchtermuchty und Anstruther ab. Der Wahlkreis entsendet einen Abgeordneten.

## Wahlergebnisse

### Unterhauswahlen 1983
| Ergebnisse der Unterhauswahlen 1983 | Ergebnisse der Unterhauswahlen 1983 | Ergebnisse der Unterhauswahlen 1983 | Ergebnisse der Unterhauswahlen 1983 |
| Partei                              | Kandidat                            | Stimmen                             | %                                   |
| ----------------------------------- | ----------------------------------- | ----------------------------------- | ----------------------------------- |
| Conservative                        | Barry Henderson                     | 17.129                              | 46,1                                |
| Liberal                             | Menzies Campbell                    | 14.944                              | 40,2                                |
| SNP                                 | John Hulbert                        | 2442                                | 6,6                                 |
| Labour                              | David Caldwell                      | 2429                                | 6,5                                 |
| Ecology                             | T.G. Flint                          | 242                                 | 0,7                                 |

### Unterhauswahlen 1987
| Ergebnisse der Unterhauswahlen 1987 | Ergebnisse der Unterhauswahlen 1987 | Ergebnisse der Unterhauswahlen 1987 | Ergebnisse der Unterhauswahlen 1987 | Ergebnisse der Unterhauswahlen 1987 |
| Partei                              | Kandidat                            | Stimmen                             | %                                   | ±                                   |
| ----------------------------------- | ----------------------------------- | ----------------------------------- | ----------------------------------- | ----------------------------------- |
| Liberal                             | Menzies Campbell                    | 17.868                              | 44,8                                | +4,6                                |
| Conservative                        | Barry Henderson                     | 16.421                              | 41,2                                | −4,9                                |
| Labour                              | Tony M.E. Gannon                    | 2947                                | 7,4                                 | +0,9                                |
| SNP                                 | David Roche                         | 2616                                | 6,6                                 | ±0,0                                |

### Unterhauswahlen 1992
| Ergebnisse der Unterhauswahlen 1992 | Ergebnisse der Unterhauswahlen 1992 | Ergebnisse der Unterhauswahlen 1992 | Ergebnisse der Unterhauswahlen 1992 | Ergebnisse der Unterhauswahlen 1992 |
| Partei                              | Kandidat                            | Stimmen                             | %                                   | ±                                   |
| ----------------------------------- | ----------------------------------- | ----------------------------------- | ----------------------------------- | ----------------------------------- |
| Liberal Democrats                   | Menzies Campbell                    | 19.430                              | 46,4                                | +1,6                                |
| Conservative                        | Mary Scanlon                        | 16.122                              | 38,5                                | −2,7                                |
| SNP                                 | David Roche                         | 3589                                | 8,6                                 | +2,0                                |
| Labour                              | Lynda Clark                         | 2319                                | 5,5                                 | −1,9                                |
| Green                               | Tim Flynn                           | 294                                 | 0,7                                 | +0,7                                |
| Liberal                             | David Senior                        | 85                                  | 0,2                                 | +0,2                                |

### Unterhauswahlen 1997
| Ergebnisse der Unterhauswahlen 1997 | Ergebnisse der Unterhauswahlen 1997 | Ergebnisse der Unterhauswahlen 1997 | Ergebnisse der Unterhauswahlen 1997 | Ergebnisse der Unterhauswahlen 1997 |
| Partei                              | Kandidat                            | Stimmen                             | %                                   | ±                                   |
| ----------------------------------- | ----------------------------------- | ----------------------------------- | ----------------------------------- | ----------------------------------- |
| Liberal Democrats                   | Menzies Campbell                    | 21.432                              | 51,2                                | +4,8                                |
| Conservative                        | Adam Bruce                          | 11.076                              | 26,5                                | −12,0                               |
| SNP                                 | Colin Welsh                         | 4545                                | 10,8                                | +2,2                                |
| Labour                              | Charles Milne                       | 4301                                | 10,3                                | +4,8                                |
| Referendum Party                    | William Nick Stewart                | 485                                 | 1,2                                 | +1,2                                |

### Unterhauswahlen 2001
| Ergebnisse der Unterhauswahlen 2001 | Ergebnisse der Unterhauswahlen 2001 | Ergebnisse der Unterhauswahlen 2001 | Ergebnisse der Unterhauswahlen 2001 | Ergebnisse der Unterhauswahlen 2001 |
| Partei                              | Kandidat                            | Stimmen                             | %                                   | ±                                   |
| ----------------------------------- | ----------------------------------- | ----------------------------------- | ----------------------------------- | ----------------------------------- |
| Liberal Democrats                   | Menzies Campbell                    | 17.926                              | 51,7                                | +0,5                                |
| Conservative                        | Mike Scott-Hayward                  | 8190                                | 23,6                                | −3,2                                |
| Labour                              | Claire Brennan                      | 3950                                | 11,4                                | +1,1                                |
| SNP                                 | Kris Murray-Browne                  | 3596                                | 10,4                                | −0,4                                |
| Socialist                           | Keith White                         | 610                                 | 1,8                                 | +1,8                                |
| Legalise Cannabis Alliance          | Leslie Von Goetz                    | 420                                 | 1,2                                 | +1,2                                |

### Unterhauswahlen 2005
| Ergebnisse der Unterhauswahlen 2005 | Ergebnisse der Unterhauswahlen 2005 | Ergebnisse der Unterhauswahlen 2005 | Ergebnisse der Unterhauswahlen 2005 | Ergebnisse der Unterhauswahlen 2005 |
| Partei                              | Kandidat                            | Stimmen                             | %                                   | ±                                   |
| ----------------------------------- | ----------------------------------- | ----------------------------------- | ----------------------------------- | ----------------------------------- |
| Liberal Democrats                   | Menzies Campbell                    | 20.088                              | 52,1                                | +0,4                                |
| Conservative                        | Mike Scott-Hayward                  | 7517                                | 19,5                                | −4,1                                |
| Labour                              | Tony King                           | 4920                                | 12,8                                | +1,4                                |
| SNP                                 | Roderick Campbell                   | 4011                                | 10,4                                | ±0,0                                |
| Green                               | James Park                          | 1071                                | 2,8                                 | +2,8                                |
| UKIP                                | Duncan Pickard                      | 533                                 | 1,4                                 | +1,4                                |
| Socialist                           | Jack Ferguson                       | 416                                 | 1,1                                 | −0,7                                |

### Unterhauswahlen 2010
| Ergebnisse der Unterhauswahlen 2010 | Ergebnisse der Unterhauswahlen 2010 | Ergebnisse der Unterhauswahlen 2010 | Ergebnisse der Unterhauswahlen 2010 | Ergebnisse der Unterhauswahlen 2010 |
| Partei                              | Kandidat                            | Stimmen                             | %                                   | ±                                   |
| ----------------------------------- | ----------------------------------- | ----------------------------------- | ----------------------------------- | ----------------------------------- |
| Liberal Democrats                   | Menzies Campbell                    | 17.763                              | 44,3                                | −7,8                                |
| Conservative                        | Miles Briggs                        | 8715                                | 21,8                                | +2,3                                |
| Labour                              | Mark Hood                           | 6869                                | 17,2                                | +4,4                                |
| SNP                                 | Roderick Campbell                   | 5685                                | 14,2                                | +3,8                                |
| UKIP                                | Mike Scott-Hayward                  | 1036                                | 2,6                                 | +1,2                                |

### Unterhauswahlen 2015
| Ergebnisse der Unterhauswahlen 2015 | Ergebnisse der Unterhauswahlen 2015 | Ergebnisse der Unterhauswahlen 2015 | Ergebnisse der Unterhauswahlen 2015 | Ergebnisse der Unterhauswahlen 2015 |
| Partei                              | Kandidat                            | Stimmen                             | %                                   | ±                                   |
| ----------------------------------- | ----------------------------------- | ----------------------------------- | ----------------------------------- | ----------------------------------- |
| SNP                                 | Stephen Gethins                     | 18.523                              | 40,9                                | +26,7                               |
| Liberal Democrats                   | Tim Brett                           | 14.179                              | 31,3                                | −13,0                               |
| Conservative                        | Huw Bell                            | 7373                                | 16,3                                | −5,5                                |
| Labour                              | Brian Thomson                       | 3476                                | 7,7                                 | −9,5                                |
| Green                               | Andy Collins                        | 1387                                | 3,1                                 | +3,1                                |
| Parteilos                           | Mike Scott-Hayward                  | 325                                 | 0,7                                 | +0,7                                |

### Unterhauswahlen 2017
| Ergebnisse der Unterhauswahlen 2017      | Ergebnisse der Unterhauswahlen 2017 | Ergebnisse der Unterhauswahlen 2017 | Ergebnisse der Unterhauswahlen 2017 | Ergebnisse der Unterhauswahlen 2017 |
| Partei                                   | Kandidat                            | Stimmen                             | %                                   | ±                                   |
| ---------------------------------------- | ----------------------------------- | ----------------------------------- | ----------------------------------- | ----------------------------------- |
| SNP                                      | Stephen Gethins                     | 13.743                              | 32,9                                | −8,0                                |
| Liberal Democrats                        | Elizabeth Riches                    | 13.741                              | 32,9                                | +1,4                                |
| Conservative                             | Tony Miklinski                      | 10.088                              | 24,1                                | +7,8                                |
| Labour                                   | Craig Martin                        | 4026                                | 9,6                                 | +1,9                                |
| Independent Sovereign Democratic Britain | Mike Scott-Hayward                  | 224                                 | 0,5                                 | +0,5                                |

### Unterhauswahlen 2019
| Ergebnisse der Unterhauswahlen 2019 | Ergebnisse der Unterhauswahlen 2019 | Ergebnisse der Unterhauswahlen 2019 | Ergebnisse der Unterhauswahlen 2019 | Ergebnisse der Unterhauswahlen 2019 |
| Partei                              | Kandidat                            | Stimmen                             | %                                   | ±                                   |
| ----------------------------------- | ----------------------------------- | ----------------------------------- | ----------------------------------- | ----------------------------------- |
| Liberal Democrats                   | Wendy Chamberlain                   | 19.763                              | 43,1                                | +10,2                               |
| SNP                                 | Stephen Gethins                     | 18.447                              | 40,2                                | +7,3                                |
| Conservative                        | Tony Miklinski                      | 5961                                | 13,0                                | −11,1                               |
| Labour                              | Wendy Haynes                        | 1707                                | 3,7                                 | −5,9                                |